# Dermatobia hominis

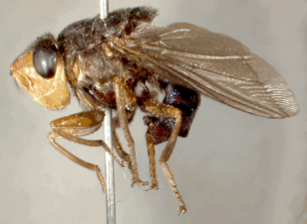
Un imago hembra.

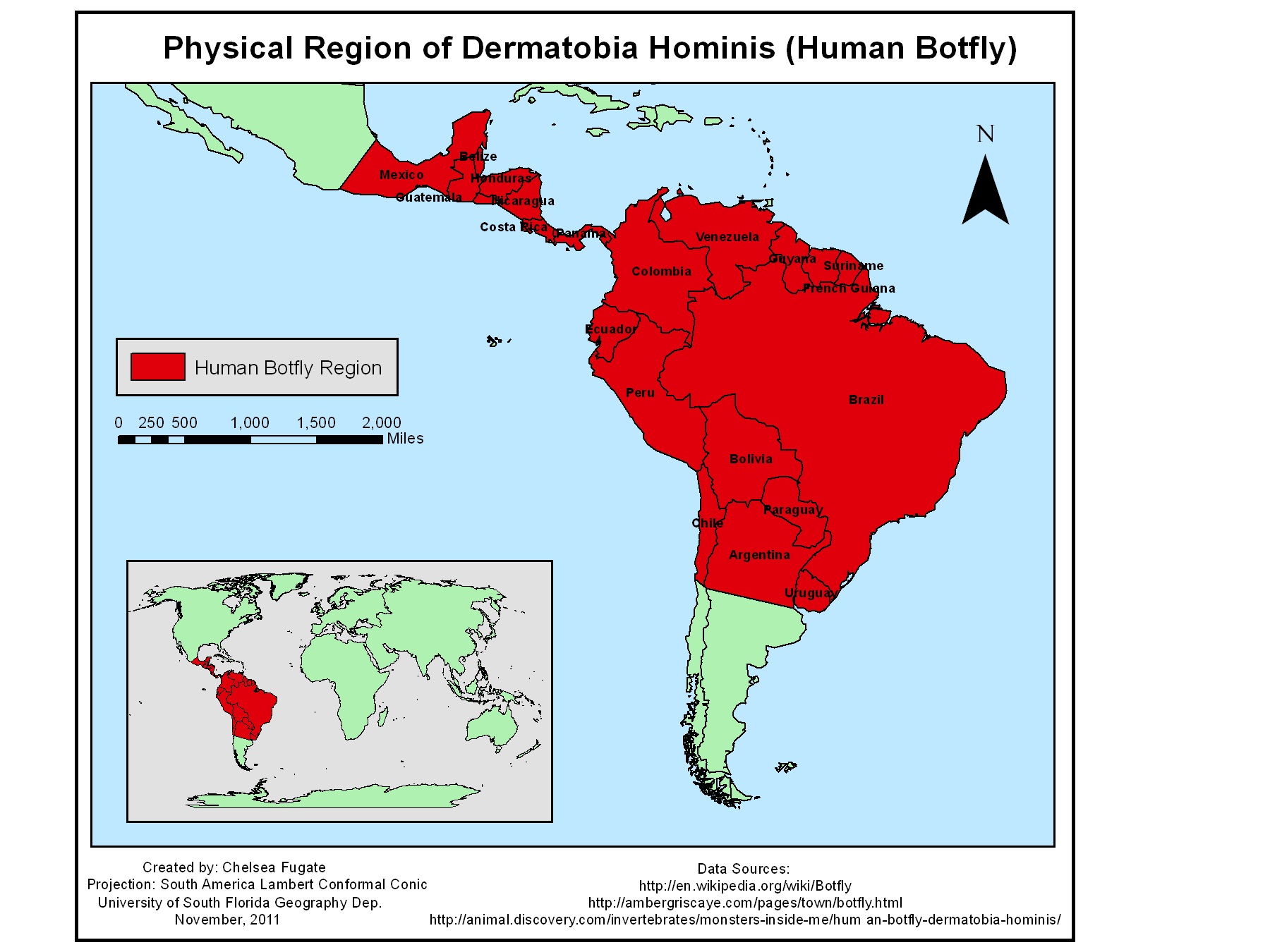
Mapa de distribución.

El rezno, ura o tórsalo (Dermatobia hominis) (del griego δέρμα, "piel" y βίος, "vida", y del latín hominis, "de los humanos", o sea, que vive en la piel de los humanos) es una especie de díptero braquícero. Es la única mosca de la muerte o éstrido que parasita al ser humano, también parasita a muchos otros mamíferos. Es la única especie del género Dermatobia
Esta especie es nativa de gran parte del continente americano, desde México hasta el norte de Argentina, Chile y Uruguay, aunque no es lo suficientemente abundante ni perjudicial como para ser considerada una auténtica plaga. Las erupciones que producen en la piel muestran poca tendencia a infectarse, probablemente porque la larva segrega antibióticos como estrategia adaptativa para que la propia larva disponga de alimento en buen estado. La infección es mucho más probable si la larva es sólo parcialmente extraída al intentar eliminarla, dejando restos bajo la piel.

## Ciclo biológico
La hembra de esta especie atrapa al vuelo hasta 40 especies de dípteros como la mosca doméstica o diversos mosquitos y deposita de quince a treinta huevos en su vientre (un adulto secuestra unos 16 ayudantes a lo largo de su vida). Cuando el vector se posa sobre un vertebrado, los huevos eclosionan con su calor. Entonces las larvas, conocidas como "ura", intentan colocarse bajo la piel, introduciéndose por un folículo piloso, herida o el agujero de la picadura (en caso de ser transportado por un mosquito). Esta parasitación se denomina en general miasis, lo mismo que cualquier otra en la que el parásito sea un díptero.
Allí se desarrollarán alimentándose del huésped y tras 8 semanas salen al exterior cayendo al suelo, convirtiéndose en crisálida. Después de varias semanas nace el adulto.

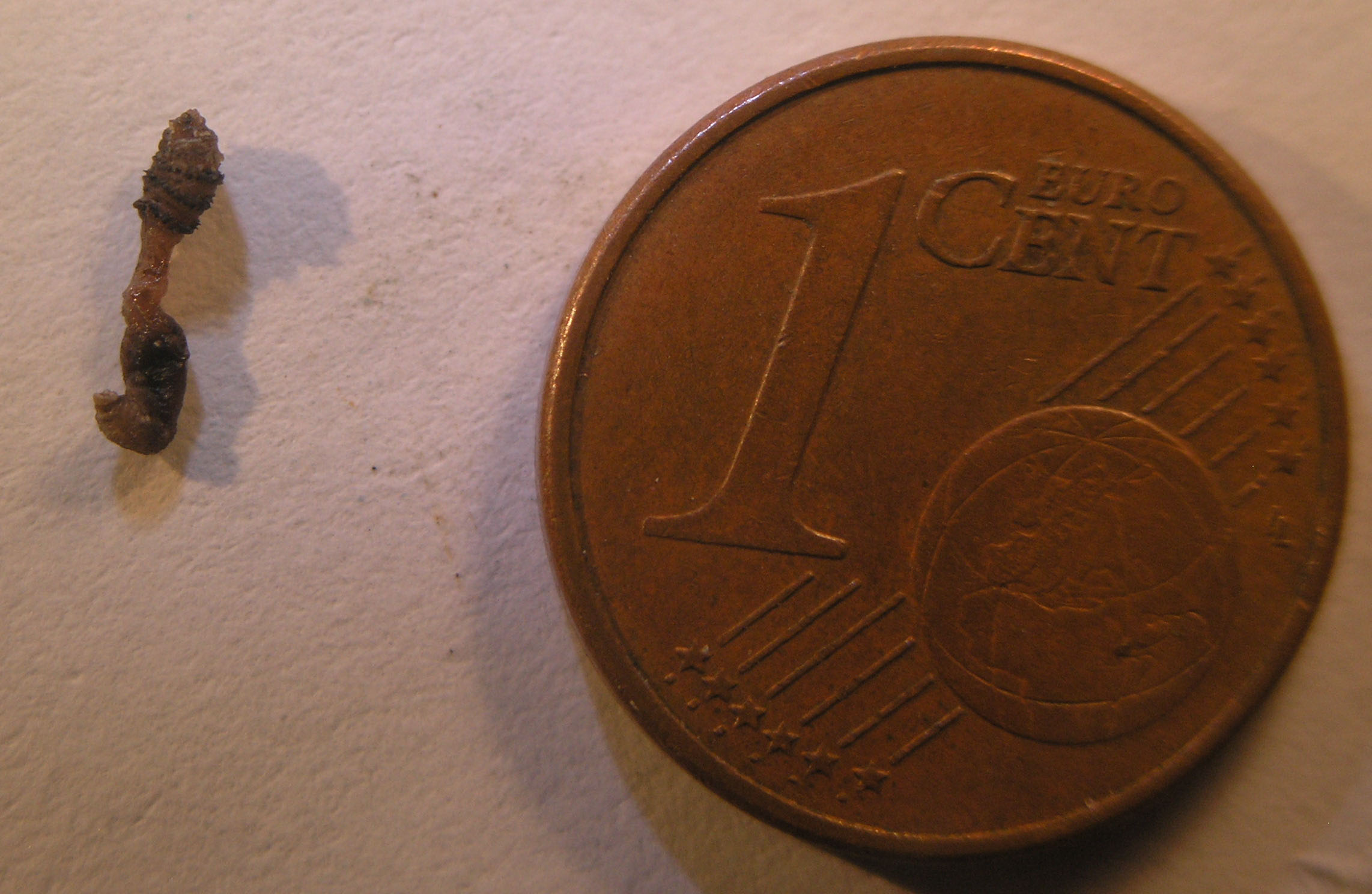
Comparación de la larva de Dermatobia hominis con una moneda de un céntimo de euro.

Para que pueda completar su desarrollo bajo la piel, la herida no debe infectarse. Es posible incluso que la larva realice secreciones para evitar la infección mientras se está alimentando, por lo que el huésped no suele correr peligro, salvo que la larva muera bajo la piel y no sea retirada completamente.

## Diagnóstico
Se presenta en la piel una lesión eritematosa, forunculoide, dolorosa, con un orificio central y que exuda líquido sanguinolento o purulento.
Las larvas no pueden ser extraídas con facilidad debido a los fuertes ganchos situados alrededor de su abdomen, con los que se adhieren a la herida, por lo que debe retirarlas un profesional médico. 